# Annika Penickova
Annika Penickova (* 11. September 2009) ist eine US-amerikanische Tennisspielerin.

## Leben

### Persönliches
Annika Penickova ist die Tochter von Olga und Tomáš Pěnička. Beide sind ehemalige Tennisspieler aus Tschechien. Ihre Zwillingsschwester Kristina spielt ebenfalls Tennis.

### Karriere
Penickova gewann bereits als Juniorin namhafte Turniere, wie das Eddie Herr der U16 im Doppel 2023 mit ihrer Schwester.
Ende Oktober 2023 trat sie erstmals bei einem Profiturnier der ITF Women’s World Tennis Tour an. Nach erfolgreicher Qualifikation verlor sie in der ersten Hauptrunde gegen Ashton Bowers mit 3:6 und 4:6.
Im Januar 2025 gewann sie an der Seite ihrer Schwester Kristina den Titel im Juniorinnendoppel bei den Australian Open.

## Turniersiege

### Doppel
| Nr. | Datum        | Turnier  | Kategorie | Belag     | Partnerin          | Finalgegnerinnen                              | Ergebnis |
| --- | ------------ | -------- | --------- | --------- | ------------------ | --------------------------------------------- | -------- |
| 1.  | 10. Mai 2025 | Monastir | ITF W15   | Hartplatz | Kristina Penickova | Arina Arifullina Inês Murta                   | 6:4, 6:4 |
| 2.  | 17. Mai 2025 | Monastir | ITF W15   | Hartplatz | Kristina Penickova | Lamis Alhussein Abdel Aziz Kateryna Lasarenko | 7:5, 6:2 |

## Abschneiden bei Grand-Slam-Turnieren

### Juniorinneneinzel
| Turnier         | 2023 | 2024 | 2025 | Karriere |
| --------------- | ---- | ---- | ---- | -------- |
| Australian Open | —    | —    | 1    | 1        |
| French Open     | —    | —    | 1    | 1        |
| Wimbledon       | —    | 2    | —    | 2        |
| US Open         | 1    | VF   |      | VF       |

Zeichenerklärung: S = Turniersieg; F, HF, VF, AF = Einzug ins Finale / Halbfinale / Viertelfinale / Achtelfinale; 1, 2, 3 = Ausscheiden in der 1. / 2. / 3. Hauptrunde; nicht ausgetragen

### Juniorinnendoppel
| Turnier         | 2023 | 2024 | 2025 | Karriere |
| --------------- | ---- | ---- | ---- | -------- |
| Australian Open | —    | —    | S    | S        |
| French Open     | —    | —    | HF   | HF       |
| Wimbledon       | —    | 1    | —    | 1        |
| US Open         | VF   | AF   |      | VF       |

## Trivia
- Ihre Eltern haben es ihren beiden Töchtern bisher nicht erzählt wer die Ältere ist.[4]